# James Plaskett
James Plaskett est un joueur d'échecs anglais né le 18 mars 1960.
Au 1er août 2019, il est le 33e joueur anglais avec un classement Elo de 2 417 points.

## Biographie et carrière
James Plaskett  remporta la médaille de bronze au championnat d'Europe d'échecs junior de 1978-1979. Il finit deuxième ex æquo du championnat britannique en 1978 et 1984. Il remporta le championnat open de Paris (également tournoi des capitales de la Communauté européenne) en 1983 et obtint le titre de grand maître international en 1985. En 1986, il finit premier de l'open de Lugano, ex æquo avec Kortchnoï, Short et Gutman.
Plaskett remporta le championnat d'échecs de Grande-Bretagne en 1990.
Plaskett a représenté l'Angleterre lors du premier Championnat du monde d'échecs par équipes organisé en 1985 à Lucerne et y remporta la médaille de bronze par équipe et la médaille de bronze individuelle à l'échiquier de réserve.
Lors du championnat du monde par équipes senior (joueurs de plus de 50 ans) de 2014, il jouait au deuxième échiquier et l'Angleterre finit deuxième de la compétition.

## Publications
- The English Defence (avec Raymond Keene et Jonathan Tisdall), 1987  (ISBN 0-7134-1322-0)
- Playing To Win, 1988  (ISBN 0-7134-5844-5)
- The Sicilian Taimanov, 1997  (ISBN 1-901259-01-3)
- Sicilian Grand Prix Attack, 2000  (ISBN 1-85744-291-1)
- Coincidences, 2000,  (ISBN 0-9509441-6-5)
- Can You Be A Tactical Chess Genius?, 2002  (ISBN 1-85744-259-8)
- The Scandinavian Defence, 2004  (ISBN 0-7134-8911-1)
- Starting out: Attacking Play, 2004  (ISBN 1-85744-367-5)
- The Queen's Bishop Attack Revealed, 2005  (ISBN 0-7134-8970-7)
- Catastrophe in the Opening, 2005  (ISBN 1-85744-390-X)